# Van Eeden (premetrostation)

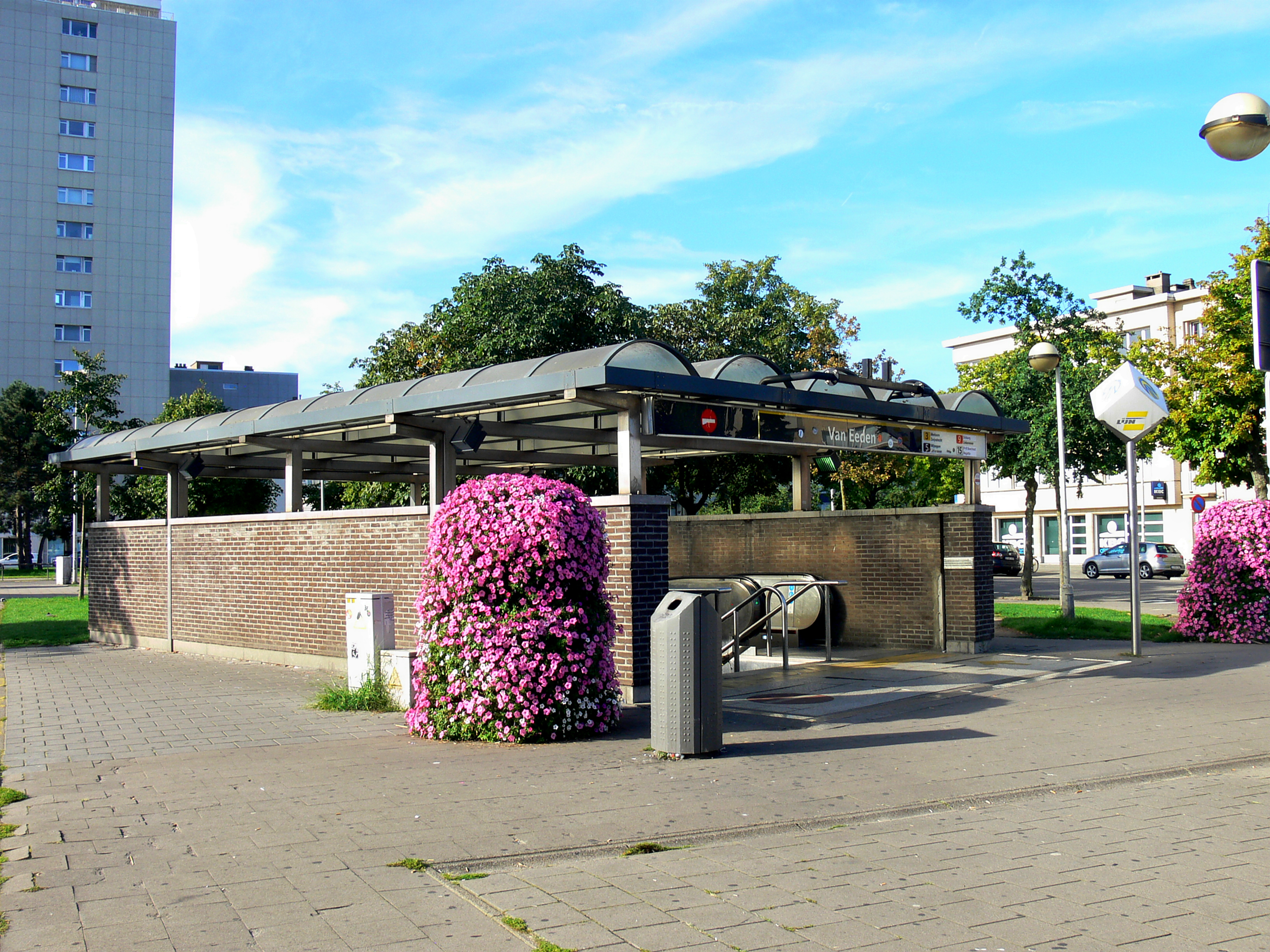
Station Van Eeden Ingang

Van Eeden is een Antwerps premetrostation.
Het werd op 21 september 1990 onder de naam Frederik van Eeden geopend, tegelijk met de Brabotunnel. 
Het station ligt onder het naar de schrijver Frederik van Eeden genoemde plein in het stadsdeel Linkeroever. Rond 2012 werd besloten om de voornaam Frederik te laten vallen, waardoor het station nu officieel 'Van Eeden' heet.
Dit is het enige premetrostation van Antwerpen dat zich op de linker Scheldeoever bevindt. Het ligt aan het einde van de Brabotunnel, slechts enkele tientallen meters van de Schelde verwijderd. Het station ligt haast zo diep als het diepste station College.
Het station is 65m lang en is volledig in baksteen gebouwd. Van het klassieke concept van de stations op de rechteroever is men afgestapt doordat de stationshal over een oppervlakte van 50% werd onderbroken. Hierdoor ontstaat een visuele verbinding met de in volume verruimde perrons. In de stationshal bevindt zich het kunstwerk Stad, Stroom en Metro (1991) van May Claerhout dat aansluit bij de puntige vorm van het plafond. De koker en de open helling naar de Blancefloerlaan zijn 442 m lang. Het station levert de elektriciteit voor het gehele tramnet tot de terminus op Linkeroever. Hoewel het station is uitgerust met een krachtige pompinstallatie heeft men er toch nog last van druppelende condens boven de perrons.
Op straat niveau heeft het één ingang bij het busstation Linkeroever op het Frederik Van Eeden plein. Het station heeft naast trappen wel roltrappen maar geen lift.
Op niveau -1 bevindt zich een ruime stationshal met toegangen tot de beide perrons op niveau -2 en een toegang tot het Frederik Van Eeden plein.
Op niveau -2 bevinden zich de beide 65m lange perrons, die niet op gelijke hoogte liggen. Het noordelijke richting Halewijn (open helling Blancefloerlaan), ligt lager dan het zuidelijke richting Groenplaats.
Het station wordt bediend door volgende lijnen:
Lijn 3 Merksem - P+R Melsele
Lijn 5 Wijnegem - P+R Linkeroever
Lijn 9 Silsburg - P+R Linkeroever
Lijn 15 Boechout - Regatta

## Busaansluitingen
Op 6 januari 2024 voerde De Lijn grote veranderingen uit in hun tram- en busnet van heel Vlaanderen en Brussel. Aan de bushalte Van Eedenplein stopte voordien meer lijnen. Nu stoppen er enkel nog de Antwerpse stadslijn 36 en streeklijnen 81, 84, 85, 87 & 93 van het Oost-Vlaamse net. Ook kregen veel lijnen een nieuwe lijnkleur.

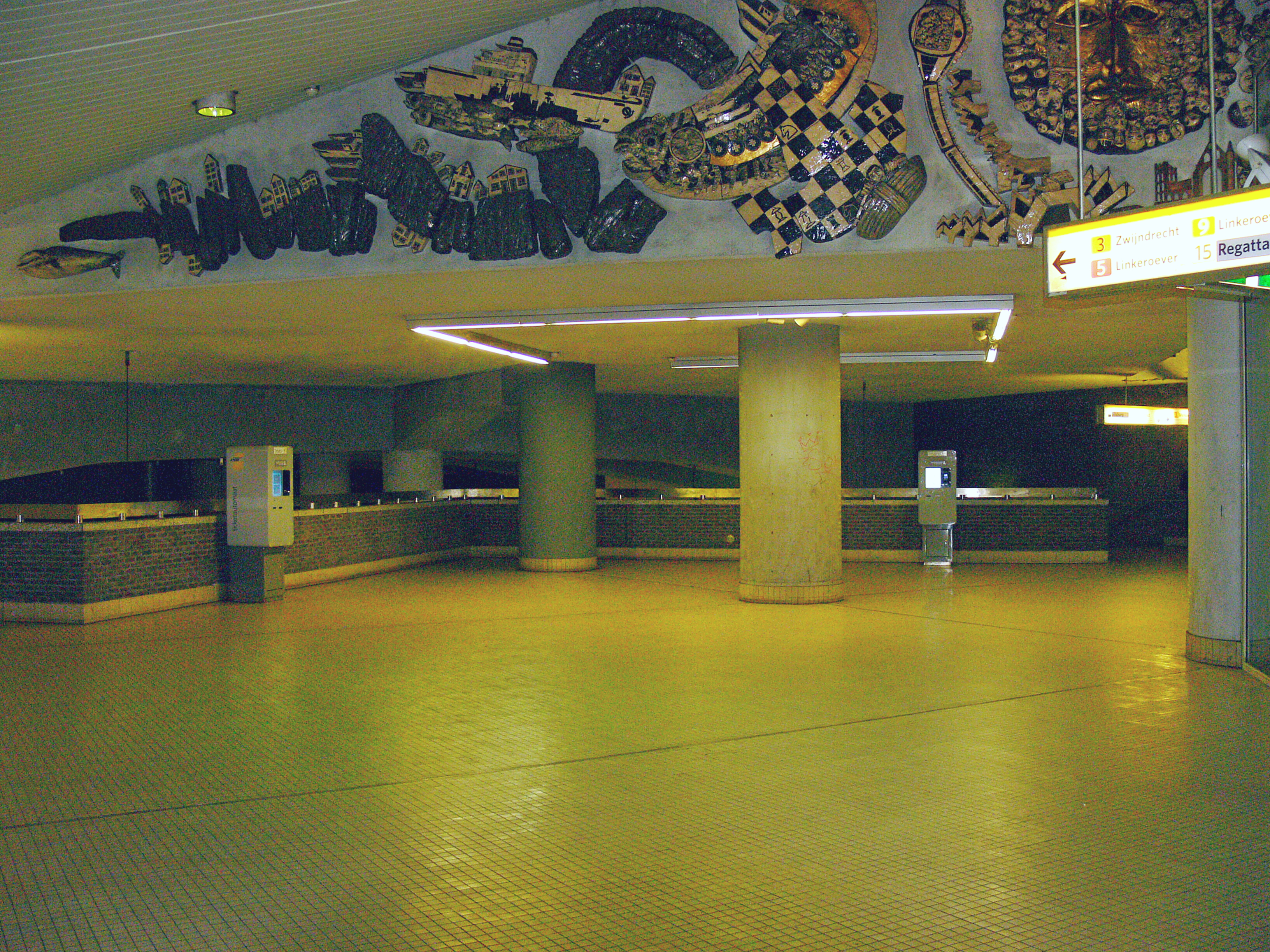
niveau -1 stationshal met kunstwerk
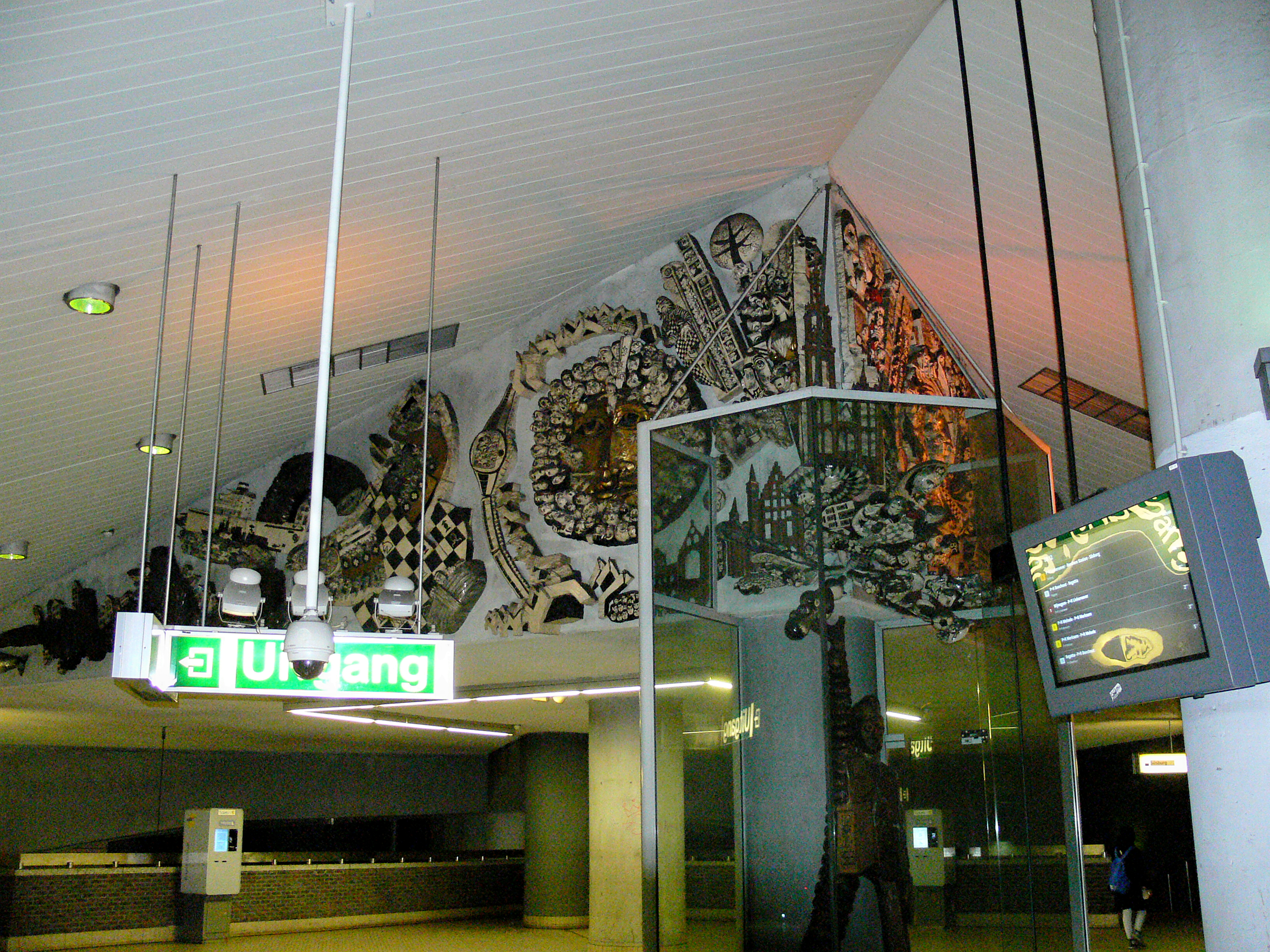
niveau -1 kunstwerk in stationshal
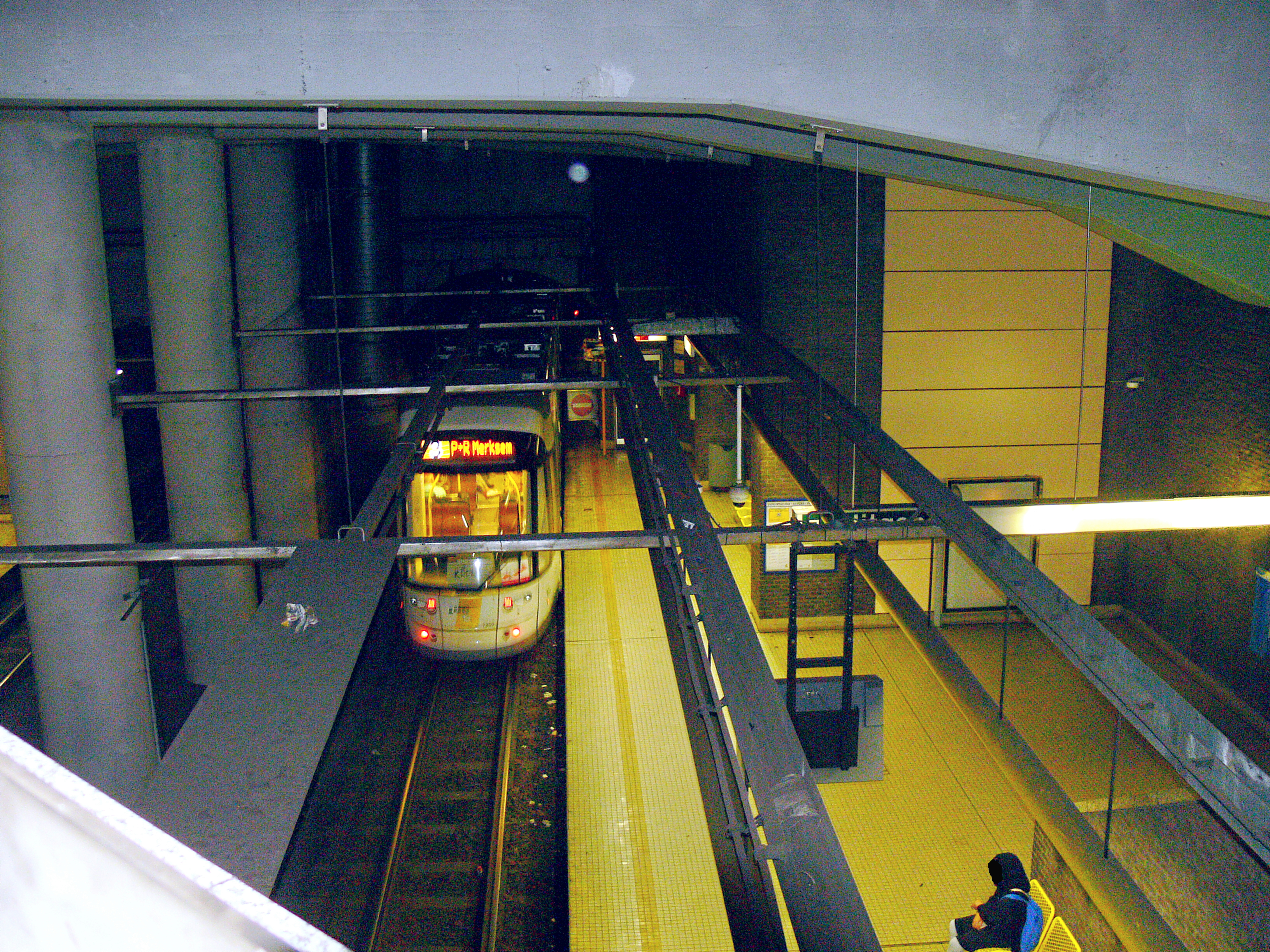
niveau -1 stationshal met zicht op niveau -2 perronhal
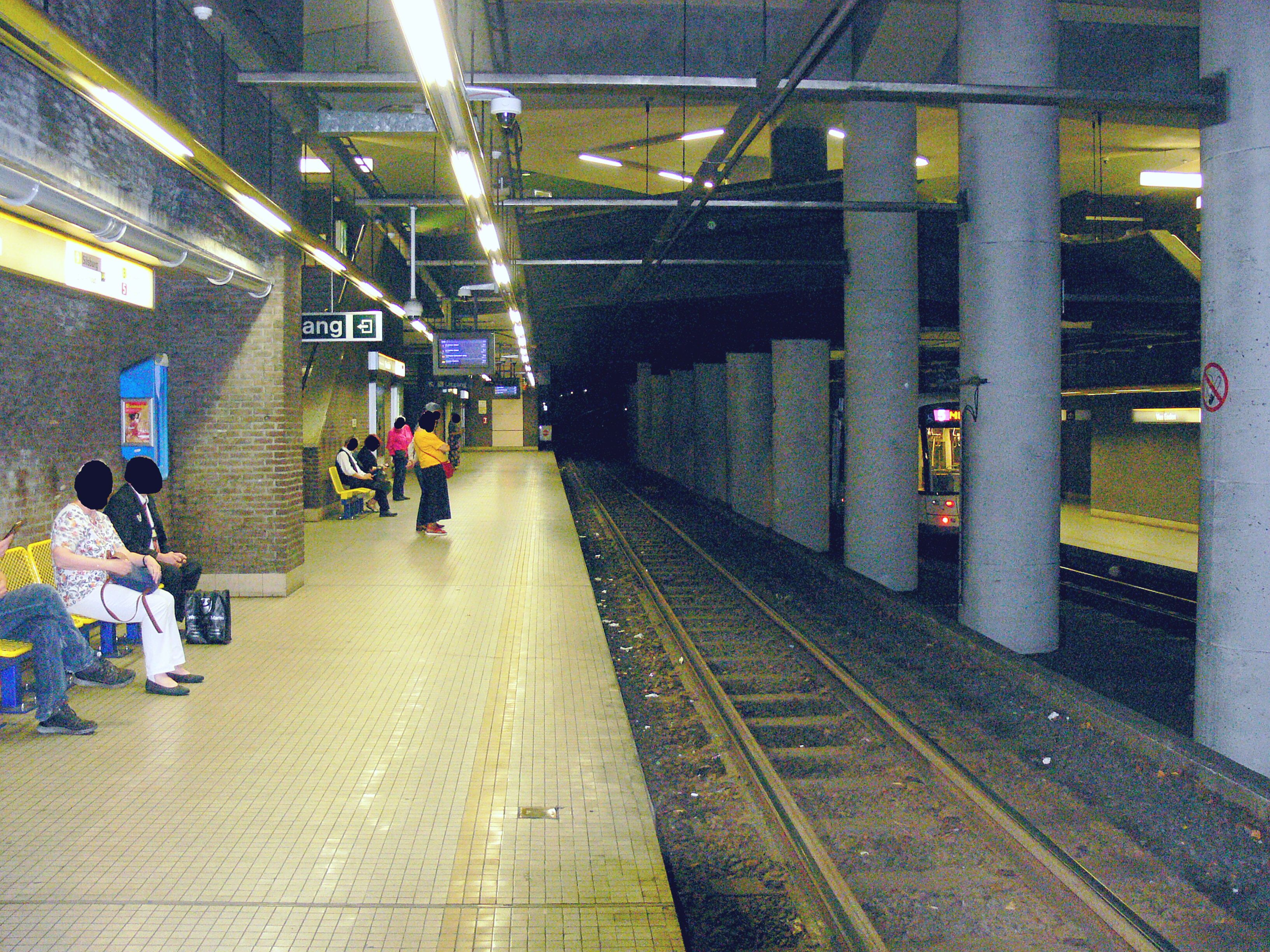
niveau -2 perronhal met perron richting Groenplaats
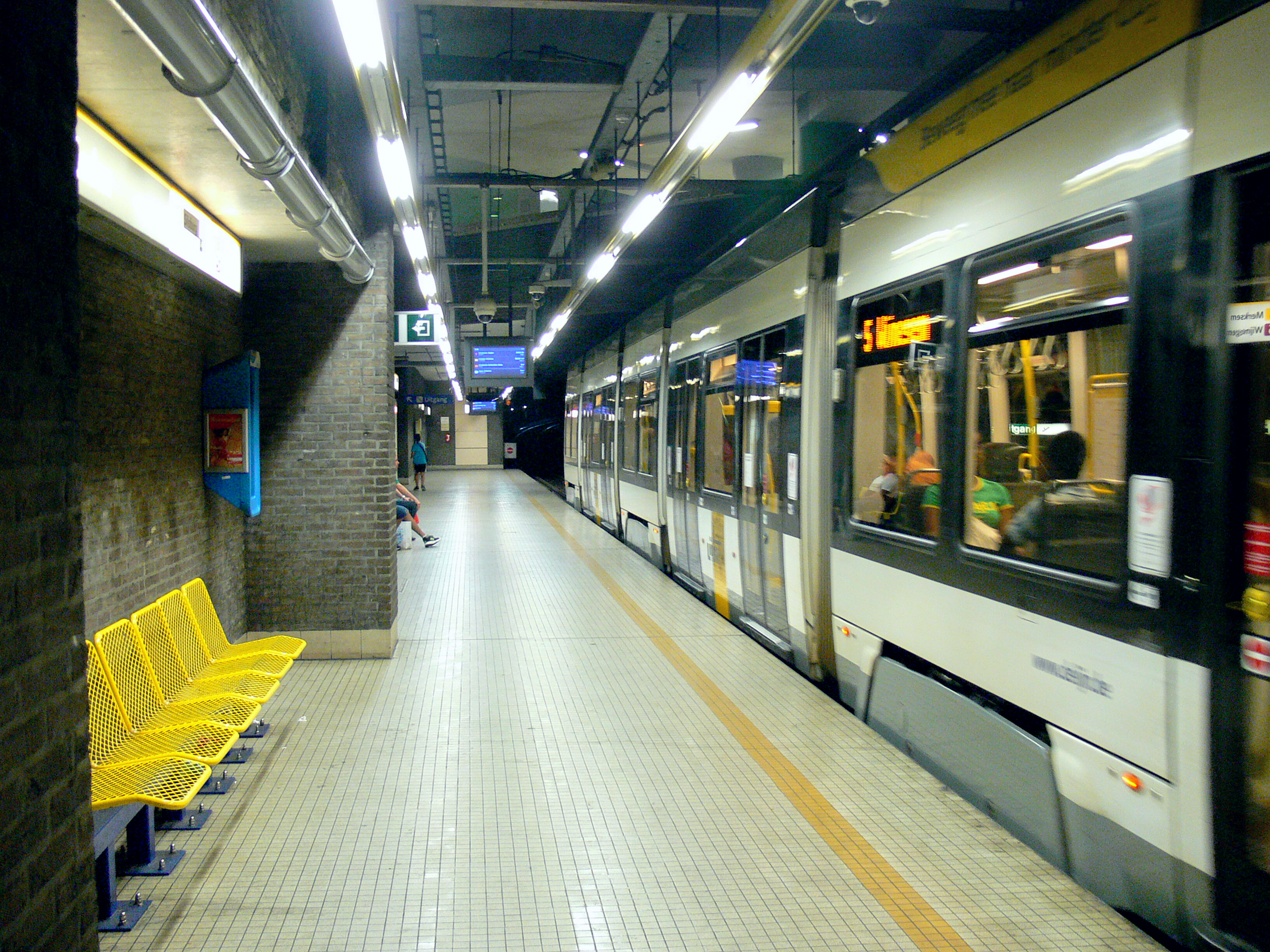
niveau -2 perronhal met perron richting Groenplaats
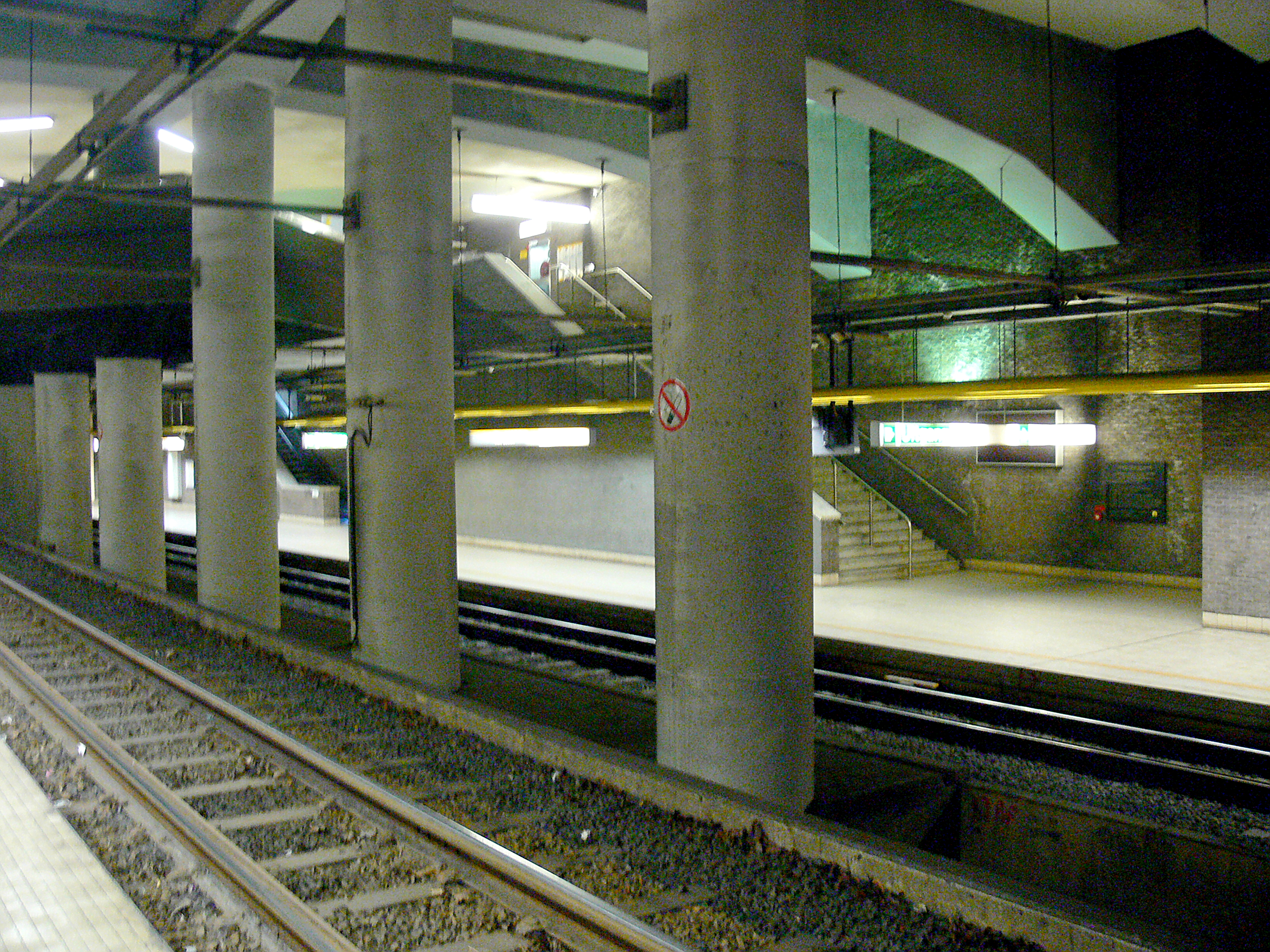
niveau -2 perronhal met perron richting Groenplaats met zicht op perron richting open helling Blancefloerlaar en de dak gewelven
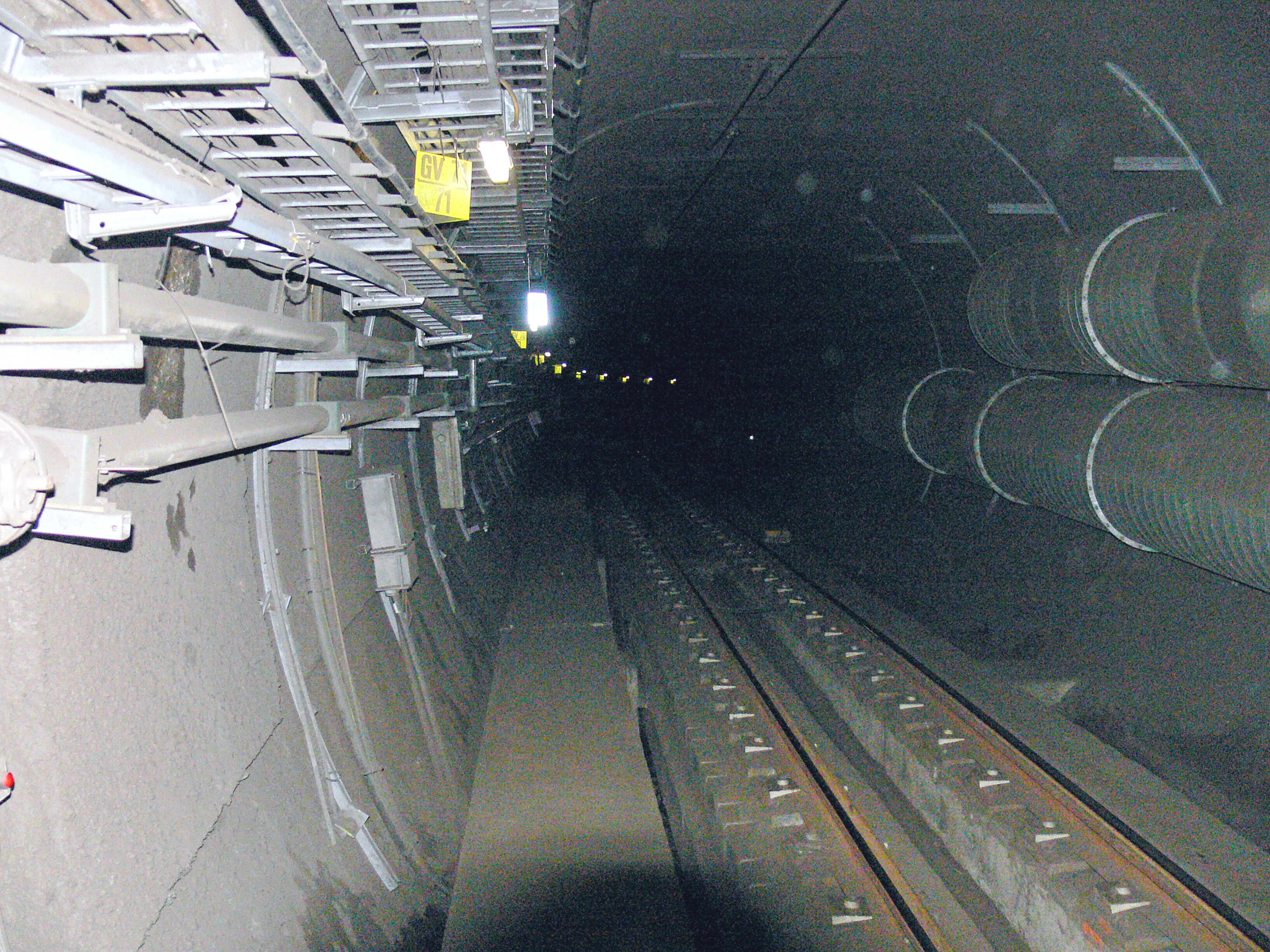
niveau -2 perronhal met tunnel onder de Schelde richting Groenplaats (Brabotunnel)
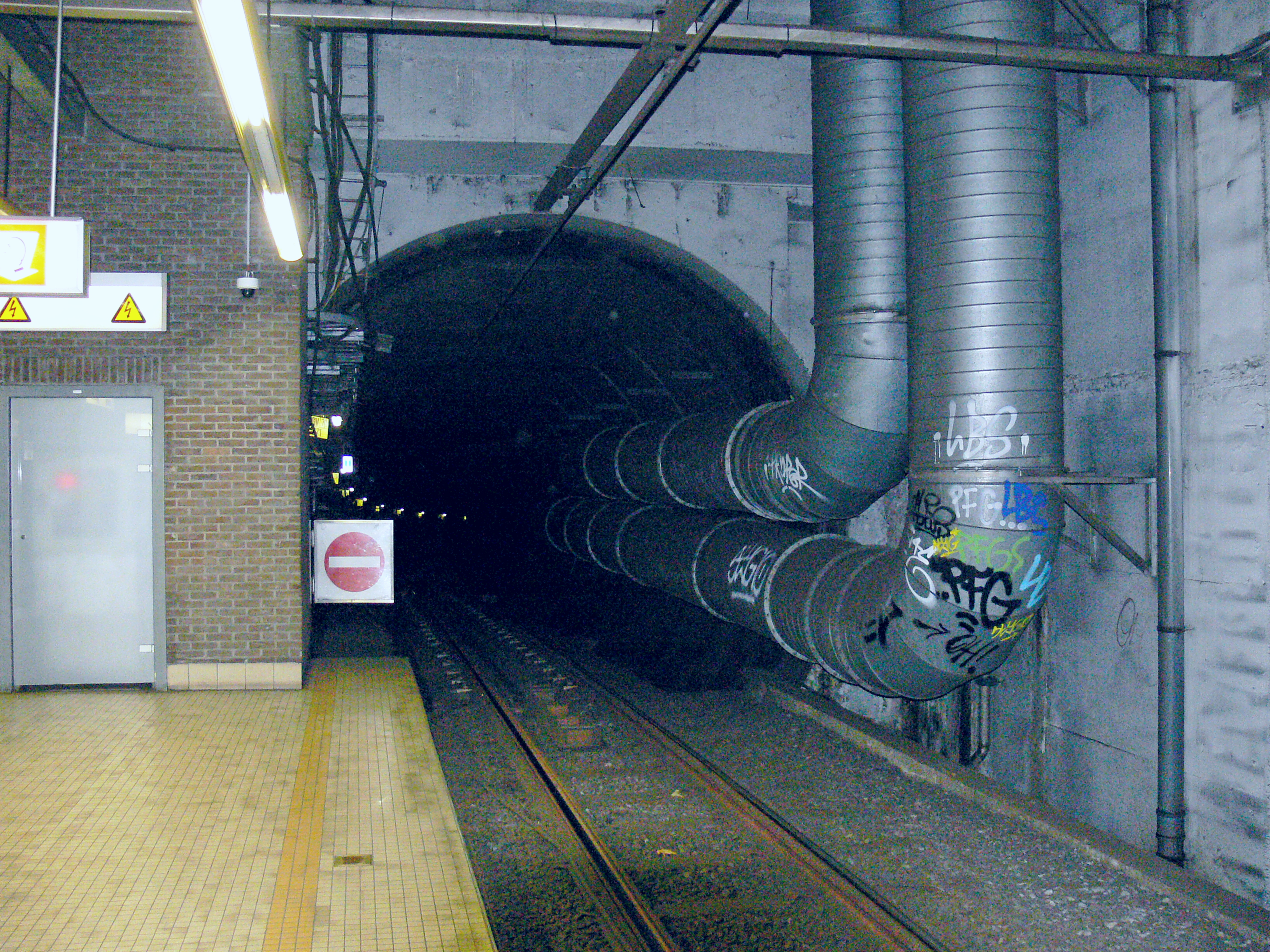
niveau -2 perronhal met perron richting open helling Blancefloerlaan met tunnel onder de Schelde richting Groenplaats (Brabotunnel)
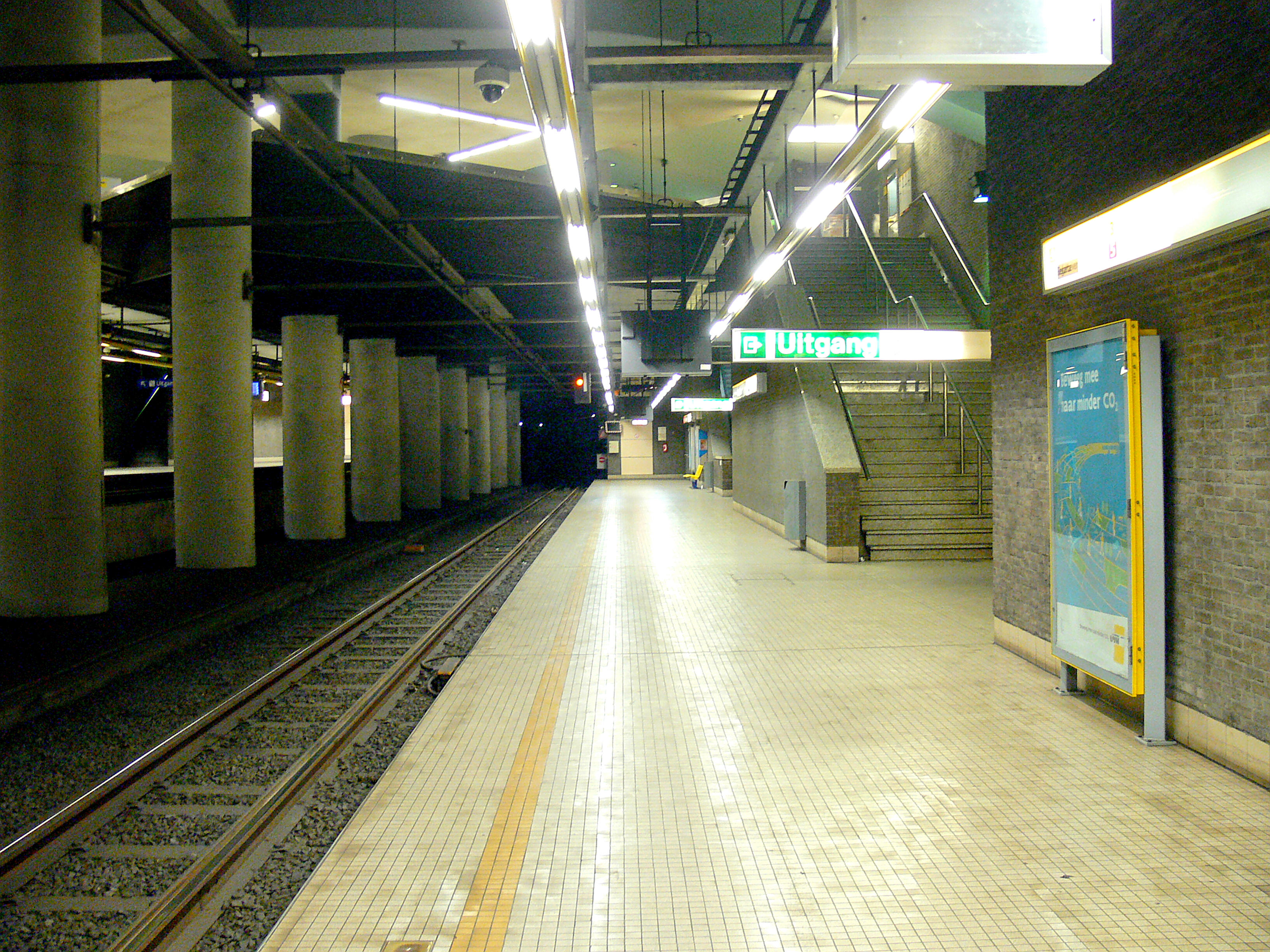
niveau -2 perronhal met perron richting open helling Blancefloerlaan met toegang tot niveau -1 stationshal. Let ook op de overhangende stationshal.
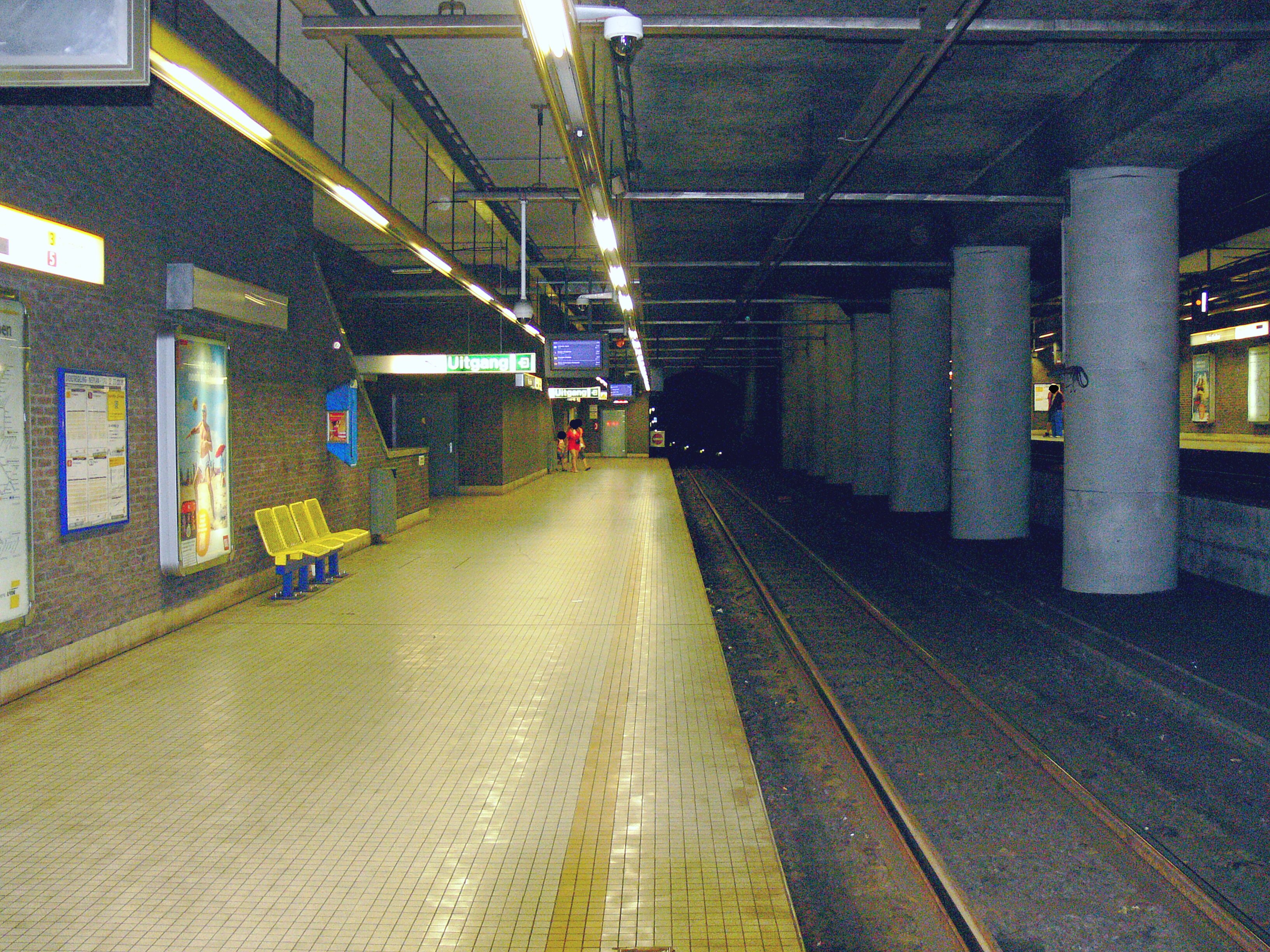
niveau -2 perronhal met perron richting open helling Blancefloerlaan

## Toekomst
Volgens plan 2021 (zie Nethervorming basisbereikbaarheid) zouden eind 2021 de vier bovengenoemde tramlijnen vervangen worden door de premetrolijnen M3, M7 en M9. Er werd in maart 2021 besloten om dit plan enkele jaren uit te stellen tot er voldoende nieuwe trams geleverd zijn.

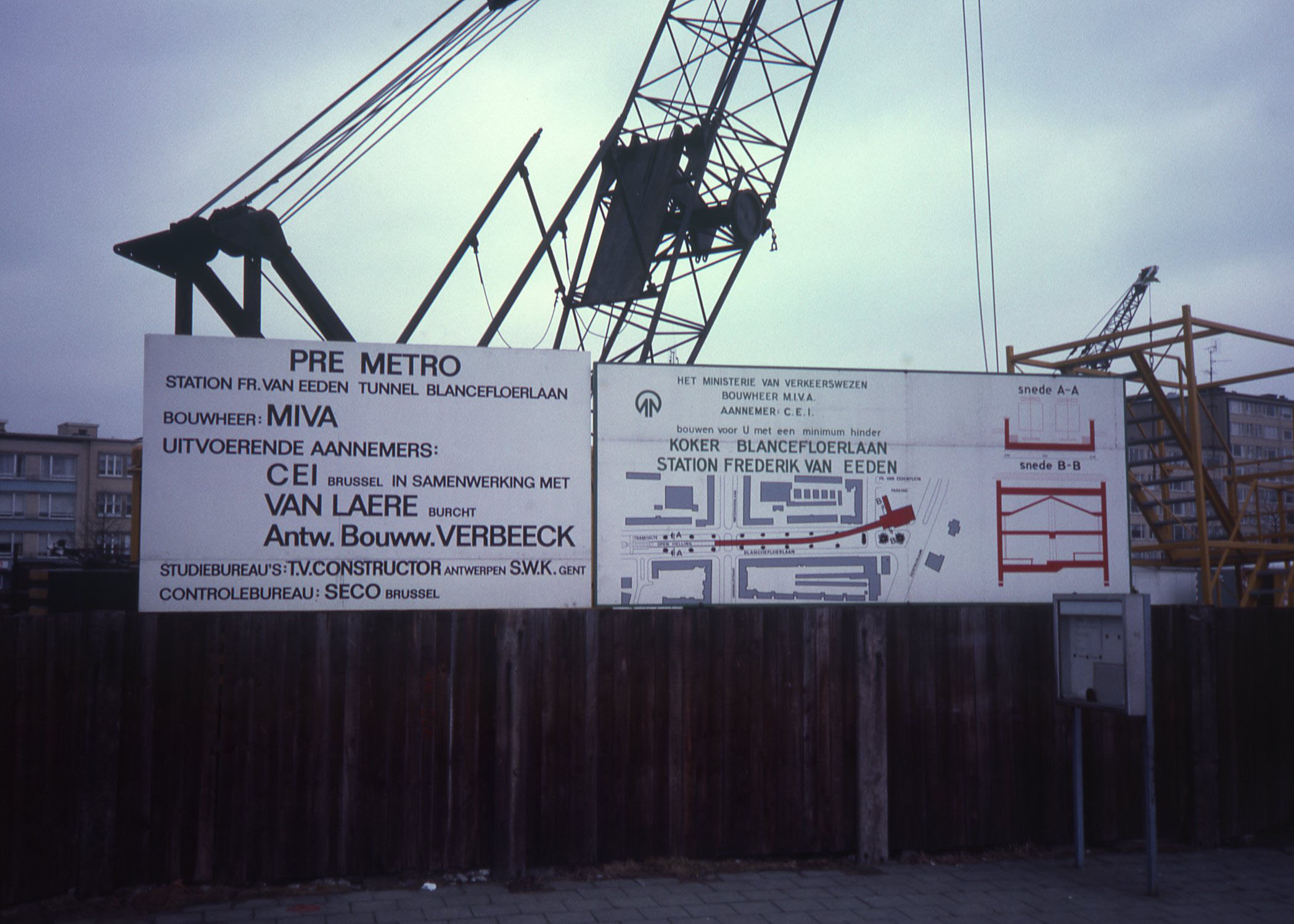
Bord met uitleg over de bouwwerf
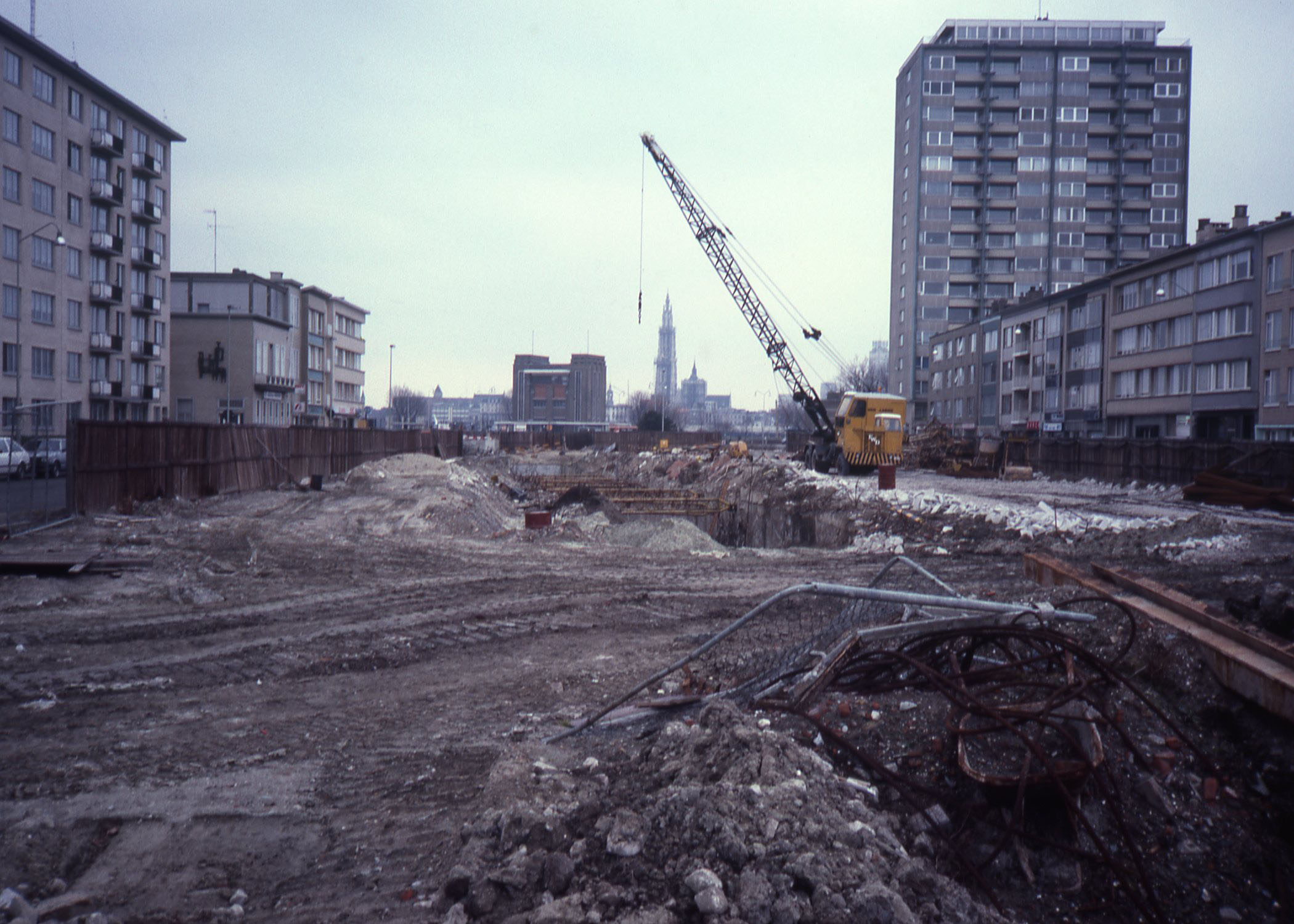
Bouw tunnel
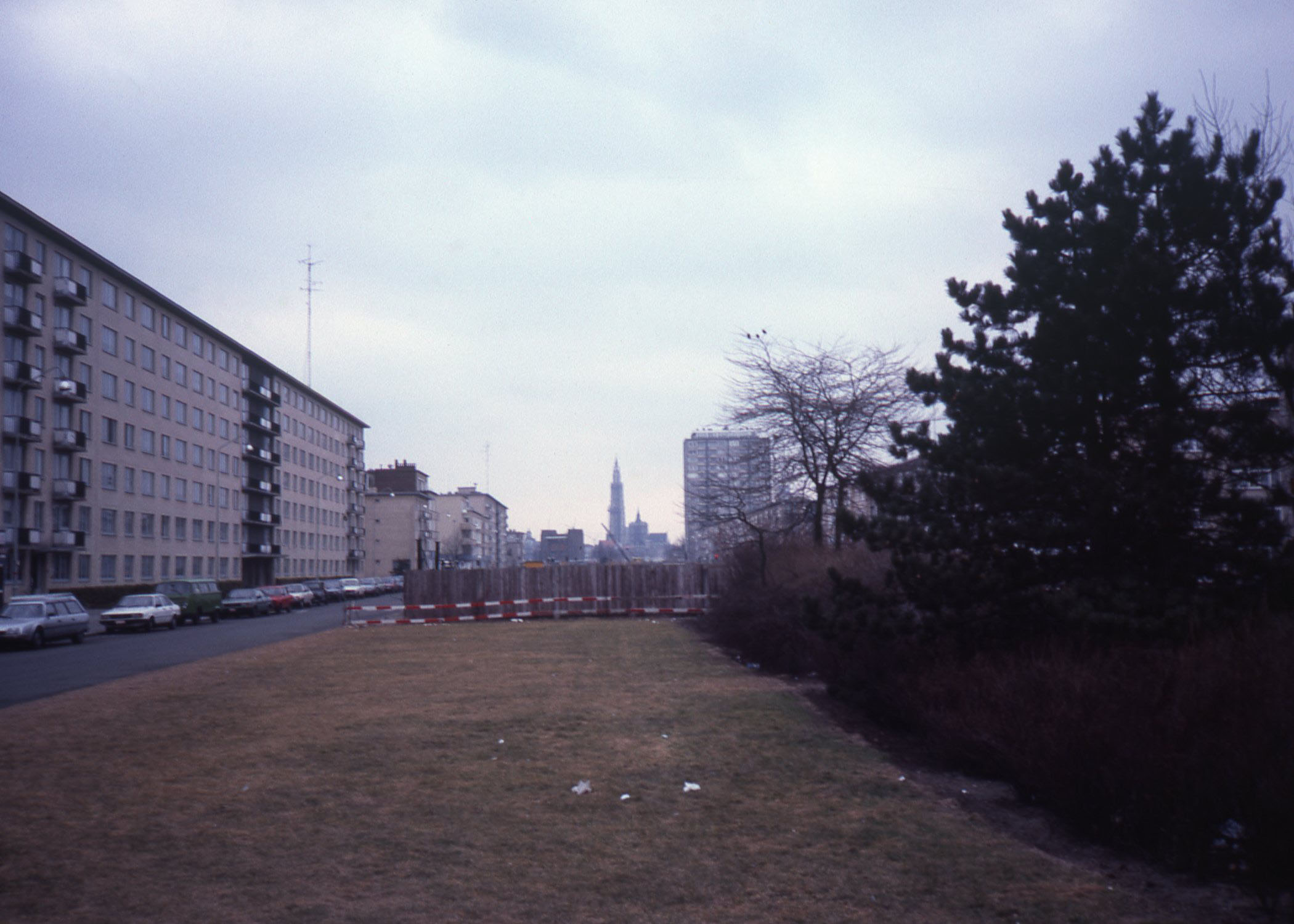
Grens van de bouwwerf
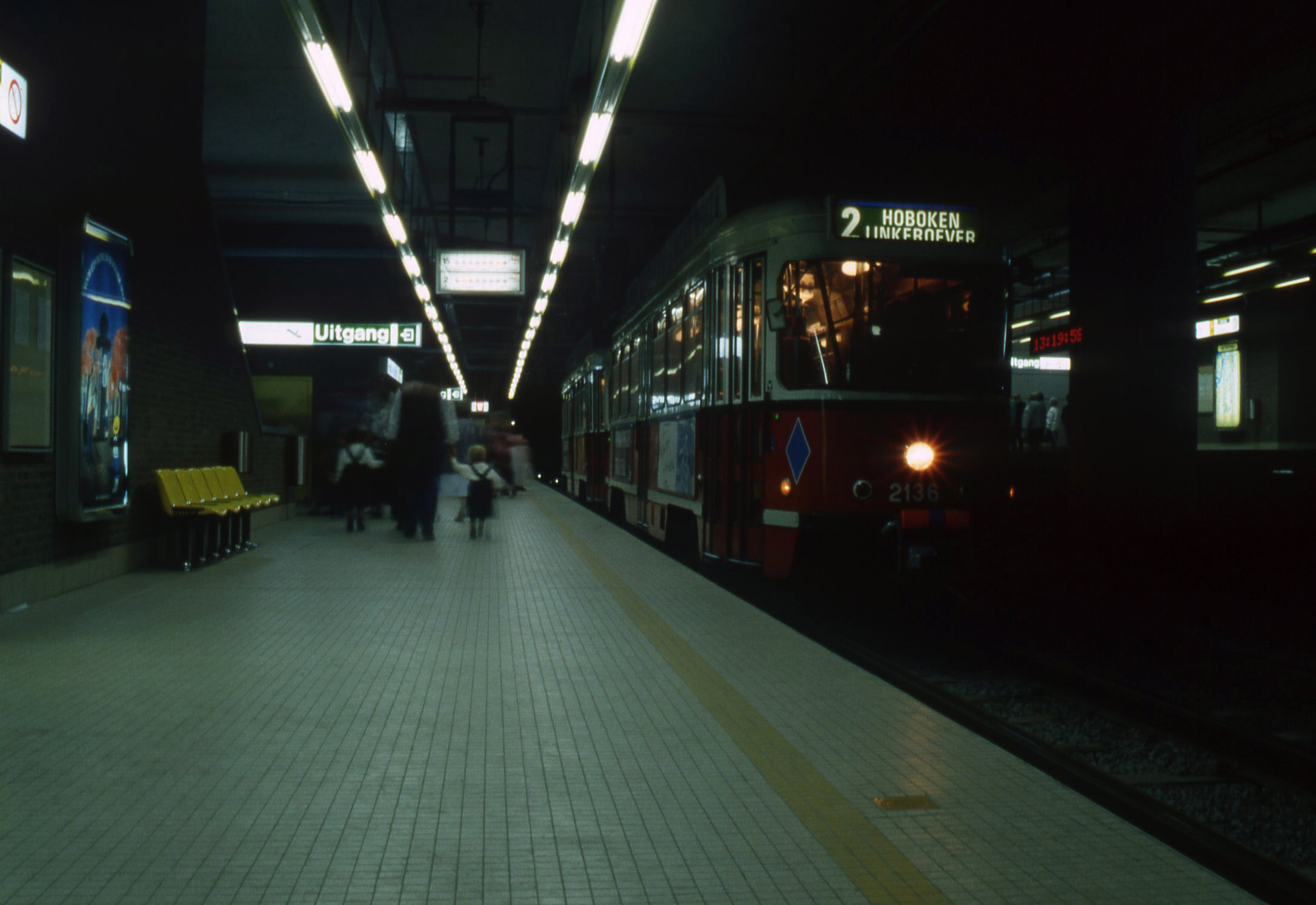
Station vlak na de opening in 1990
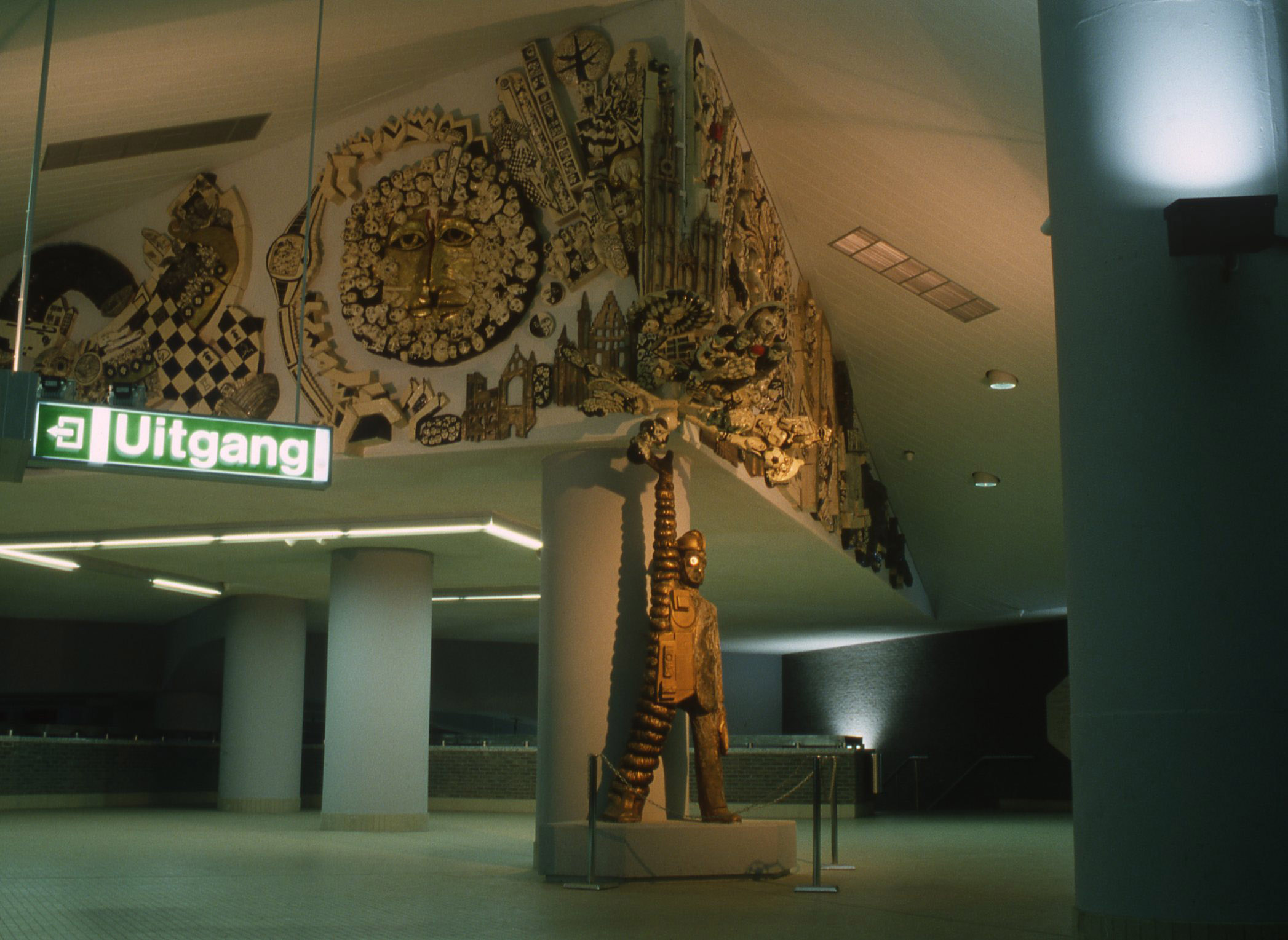
Kunstwerk in de lokethal